# Лаубен (Обералгој)
Лаубен (њем. Lauben) општина је у њемачкој савезној држави Баварска. Једно је од 28 општинских средишта округа Обералгој. Према процјени из 2010. у општини је живјело 3.335 становника. Посједује регионалну шифру (AGS) 9780125.

## Географски и демографски подаци
Лаубен се налази у савезној држави Баварска у округу Обералгој. Општина се налази на надморској висини од 647-708 метара. Површина општине износи 8,4 km². У самом мјесту је, према процјени из 2010. године, живјело 3.335 становника. Просјечна густина становништва износи 397 становника/km².